# Purgatorio - Canto diciottesimo

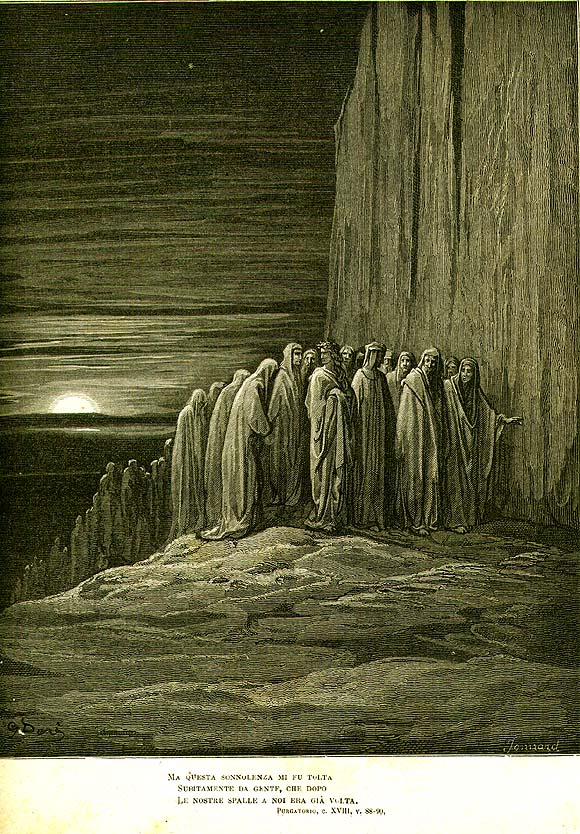
Gli accidiosi, illustrazione di Gustave Doré

Il canto diciottesimo del Purgatorio di Dante Alighieri si svolge sulla quarta cornice, ove espiano le anime degli accidiosi; siamo nella notte tra l'11 e il 12 aprile 1300, o secondo altri commentatori tra il 28 e il 29 marzo 1300.

## Incipit
(Anonimo commentatore dantesco del XIV secolo)

## Temi e contenuti

### Natura dell'amore - versi 1-39
Dopo aver concluso la sua spiegazione, Virgilio guarda Dante negli occhi per vedere se è soddisfatto; questi non parla per non essere inopportuno, ma Virgilio comprende il suo desiderio di fare altre domande e lo incoraggia. Dante quindi, ringraziando Virgilio per tutti i suoi insegnamenti, lo prega di chiarirgli cosa sia l'amore, che nel canto precedente è stato identificato come origine di ogni atto buono o cattivo.
Virgilio spiega che l'animo è creato con la predisposizione ad amare; la mente è colpita dalla realtà esterna, volge l'animo verso di essa, e se quella realtà è bella e piacevole, l'animo prova amore. Poi, come il fuoco per sua natura tende verso l'alto, così l'animo è naturalmente spinto a desiderare l'oggetto amato e non trova pace finché non lo possiede. Spesso gli uomini cadono in errore in quanto ritengono che qualsiasi amore sia di per sé lodevole: è buona la facoltà di amare, ma non lo sono sempre le sue concrete realizzazioni (così come non tutti i sigilli sono buoni, anche se la cera è buona).

### Amore e libero arbitrio - vv. 40-75
Dante esprime ancora un dubbio: se l'amore nasce per effetto di realtà esterne, l'animo non è responsabile della strada buona o cattiva che percorre. Virgilio chiarisce di poter rispondere secondo quanto detta la ragione; al di là di essa, su argomento di fede, potrà intervenire Beatrice. Ogni anima, prosegue, è distinta dal corpo ma unita ad esso, e si manifesta solo quando opera, attraverso gli effetti che produce (come la vita vegetativa si manifesta nelle piante con l'apparire delle fronde verdi). Perciò l'uomo non sa da che cosa derivino le capacità di conoscere e di amare (facoltà innate come nelle api l'istinto di produrre il miele); in questa prima inclinazione quindi non vi è né merito né biasimo. Per le inclinazioni successive, opera la ragione che deve acconsentire solo a quelle buone. Da ciò il principio della responsabilità di fronte ad oggetti d'amore buoni o cattivi.
Gli antichi filosofi compresero l'esistenza di questa libertà innata nell'uomo e fondarono su di essa la filosofia morale. È dunque possibile per l'uomo accogliere o respingere un amore che nasca senza sua volontà. Beatrice identifica questa nobile facoltà con il libero arbitrio: se ne ricordi Dante, se ella gliene parlerà.

### Gli accidiosi - vv. 76-138

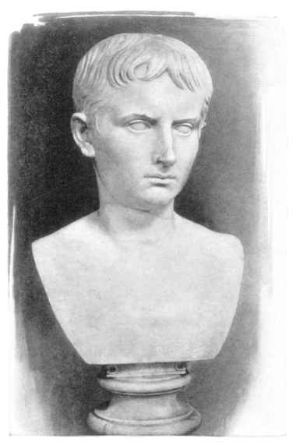
Busto di Giulio Cesare

Con una elaborata perifrasi, Dante spiega che la seconda giornata nel purgatorio è ormai alla fine (è quasi mezzanotte). Virgilio ormai ha risposto ai suoi dubbi, ed egli è in uno stato di torpore, che viene però improvvisamente interrotto da una gran folla di anime che alle sue spalle sopraggiunge correndo con furia, come le moltitudini dei Tebani che invocavano Bacco. Le prime due anime piangendo gridano esempi di sollecitudine: Maria che va a visitare Elisabetta, e Giulio Cesare che durante la guerra civile si muove velocemente da Marsiglia alla Spagna per colpire i pompeiani. Gli altri aggiungono, sempre gridando, esortazioni alla velocità nell'espiare, così da sollecitare la grazia divina.
Virgilio comprende che si tratta di anime di accidiosi e chiede loro di indicare dov'è il passaggio al girone superiore. Uno degli accidiosi invita i due poeti a seguire il gruppo, e spiega che non possono fermarsi a parlare, non per scortesia ma perché spinti a correre dal fervore di purificarsi. Dice di essere stato abate di San Zeno a Verona al tempo di Federico Barbarossa di cui ancora si ricordano con dolore i milanesi, la cui città fu distrutta. Sta per morire, continua l'abate, un potente (Alberto I della Scala) che ben presto sconterà la pena per aver offeso quel monastero, imponendo come abate suo figlio, non integro di corpo e ancor meno di spirito.

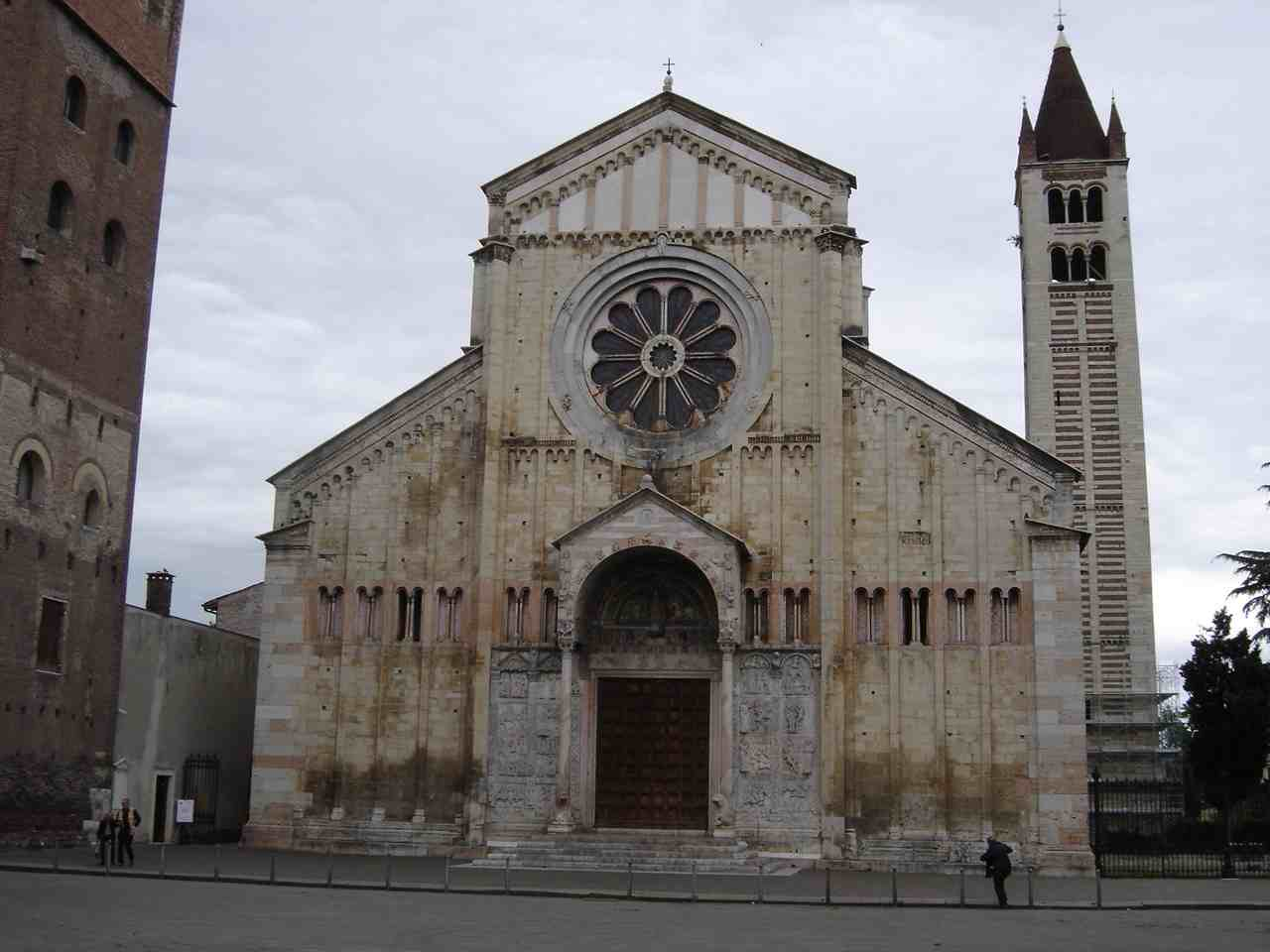
L'abbazia di San Zeno di Verona citata nel canto da un accidioso

Intanto si allontana, e Dante non sa se abbia finito o no di parlare; Virgilio lo invita a fare attenzione a due anime che gridano esempi di accidia punita: gli Ebrei troppo fiacchi nel seguire Mosè, che non giunsero a vedere il Giordano, e i Troiani che invece di seguire Enea si fermarono in Sicilia.

### Sonno di Dante - vv. 139-145
Scomparsa ormai la schiera di anime, Dante è immerso in pensieri che si succedono, e di pensiero in pensiero scivola nel sogno.

## Analisi
Continuando la tematica svolta nel canto precedente, questo canto approfondisce la dottrina sull'amore, posta come base dell'elaborazione concettuale relativa alle radici del male. Che cosa spinge l'uomo a peccare, e in che cosa consiste il peccato; come può l'uomo, creato da Dio quindi recante l'impronta del bene, volgersi a compiere il male: ecco le domande intorno alle quali, con sapienza teologica unita a limpidezza di argomentazione, si articola anche il canto diciottesimo. Il dubbio principale di Dante verte sulla (apparente) contraddizione tra un impulso innato, perciò in sé non colpevole né lodevole, e la responsabilità dell'uomo che determina, nel mondo ultraterreno, pena o premio.
Tutto questo è anche la premessa necessaria, per quanto dottrinalmente impegnativa, per la comprensione del sogno cui si accenna alla fine del canto e che occuperà l'inizio del canto successivo (il sogno della "femmina balba"). Si può osservare l'importanza che il sogno riveste nel Purgatorio: tre momenti determinanti sono descritti in modo simbolico e allusivo attraverso i sogni. Il primo momento (canto IX) coincide con l'uscita dall'Antipurgatorio. Il terzo (canto XXVII) si identifica col passaggio al Paradiso terrestre. Il sogno che si profila in questo canto XVIII è centrato sul rapporto con i beni terreni, ovvero su quel tema dell'amore che ha appassionato Dante sin dalla formazione giovanile e stilnovistica, per evolversi poi attraverso la riflessione filosofico-teologica. Del resto, il rapporto non di opposizione ma di continuità tra filosofia e teologia, ovvero tra ragione e fede, è indicato con chiarezza nelle parole di Virgilio, che rimanda a un futuro intervento di Beatrice l'ulteriore sviluppo dell'argomento.
Il linguaggio del canto è intessuto di perifrasi, similitudini, metafore; dominante, nei numerosi riferimenti al mondo naturale, lo sguardo al cielo, che segna il passaggio dalla prima alla seconda metà del canto e che introduce una metafora di sorprendente realismo (il secchione ardente accostato alla luna che rosseggia nella notte). Rispetto alla densità della parte dottrinale, appare forse meno incisiva la parte del canto relativa agli accidiosi, nella quale tuttavia non manca un riferimento aspro e polemico ad un grave episodio di sopruso nobiliare avvenuto nel tempo di Dante.